# 李昊鍾
李 昊鍾（イ・ホジョン、1929年5月3日 - 2014年10月1日）は、大韓民国の政治家、実業家。第10代大韓民国国会議員。第41・42代高敞郡郡守。

## 経歴
日本統治時代の朝鮮の全羅北道に生まれた。京畿高等学校、陸軍総合学校、高麗大学校商科大学、同大学院卒業。
大韓民国陸軍大尉、国家有功者。ほかに京畿高等学校の教師や高麗大学校の講師、恩城産業株式会社社長、大韓陸上連盟副会長、大韓体育会事務総長を務めたこともある。
政治家としては1978年12月12日に実施された第10代総選挙に高敞・扶安地区より新民党の公認で立候補して当選し、国会議員となった。また、1995年には高敞郡の郡守に当選し、第41・42代の2期務めた。2014年10月1日、老衰により85歳で死去した。

## 賞勲
- 武功勲章（3回）